# Devterokanonične knjige
Devterokanonične knjige so tiste knjige Svetega pisma stare zaveze, ki jih Judje in nekateri kristjani (zlasti protestanti) ne štejejo za svete. Devterokanonične knjige so bile v svetopisemski kánon (izbor) uvrščene kot druge (grško starogrško δευτερος [devteros] = drugi) - tj. pozneje kot protokanonične knjige. Protestanti pravijo devterokanoničnim knjigam apokrifi in jim ne priznavajo Božjega navdiha.
Med devterokanonične (oziroma apokrifne) knjige Stare zaveze v slovenskem prostoru uvrščamo sedem knjig (ena od njih ima še dodatno poglavje) in dva dodatka k protokanoničnima knjigama:
- Judita
- Tobit (ponekod Tobija)
- 1. knjiga Makabejcev
- 2. knjiga Makabejcev
- Knjiga modrosti
- Sirah
- Baruh
  - Jeremijevo pismo - dodatno 6. poglavje Baruhove knjige
- Estera (grška) - dodatek k protokanonični Esterini knjigi
- Dodatki (grški) k Danielu - dodatek k protokanonični Danielovi knjigi

V pravoslavnih izdajah Svetega pisma najdemo še nekatere druge knjige oziroma odlomke, ki jih ni v judovskem kánonu:
- 3. knjiga Makabejcev
- 1. Ezdrova knjiga
- Psalm 151 (dodan na konec knjige Psalmov)
- Manasejeva molitev (dodana na konec 2. kroniške knjige)

Novo zavezo sestavlja 27 knjig, ki jih sprejemajo (skoraj) vse različne krščanske skupnosti. Nekatere od knjig so bile uvrščene v svetopisemski kánon nekoliko pozneje oziroma so v nekaterih krogih zbujale določene pomisleke – tem knjigam včasih pravijo tudi devterokanonične knjige Nove zaveze. To so:
- Pismo Hebrejcem (Heb)
- 2. Petrovo pismo (2 Pt)
- 2. Janezovo pismo (2 Jn)
- 3. Janezovo pismo (3 Jn)
- Jakobovo pismo (Jak)
- Judovo pismo (Jud)
- Razodetje (Apokalipsa) (Raz)